# Marienstraße 1 (Weimar)

Marienstraße 1

Das Haus Marienstraße 1 in Weimar ist ein dreigeschossiger klassizistischer Bau. Das Gebäude steht auf der Liste der Kulturdenkmale in Weimar (Einzeldenkmale). In der Kurzbeschreibung ist angegeben: „Wohn- und Geschäftshaus mit Seitenflügel/Reform-Lichtspiele“. 

## Geschichte
Das Gebäude in der Marienstraße wurde ab 1843 unter Clemens Wenzeslaus Coudray nach dessen Entwürfen umgebaut. Es war einst ein niedriges, langgestrecktes Eckgebäude aus dem Jahr 1728. In diesem wohnte Christoph Martin Wieland. Ursprünglich war dieses ein elfachsiges zweigeschossiges Haus mit Mansarddach. Die Fassade ist symmetrisch angelegt. Es sind am viergeschossigen Mittelrisaliten Balkone angebracht, unter einem ist eine Durchfahrt. Der Mittelrisalit hat acht Achsen. Die Aufstockung erfolgte mit Rücksicht auf die Höhe der benachbarten Gebäude. Die Durchfahrt aus dem 18. Jahrhundert wurde beibehalten. Das Gebäude wurde im Zweiten Weltkrieg teilweise zerstört, 1998 saniert und der rechte Teil neu aufgebaut. Im erwähnten Neubau hat die Bauhaus-Universität Weimar Räumlichkeiten. Der Eingang zu dem Fotoatelier und der Umbau des Abschnittes zu einem Geschäftsraum kam später dazu und entspricht nicht Coudrays Entwurf. Unter dem linken Balkon sind zwei Pilaster vorgeblendet, die die Symmetrie zu dem rechten Risalitteil betonen. Unter dem linken Balkon ist eine Wand mit zwei Fenstern.
In dem Wohn und Geschäftshaus hatte der Weimarer Hoffotograf Louis Held ab 1886 sein Atelier, das unter dem Inhaber Stefan Renno noch immer existiert. Ein weitaus berühmterer Bewohner des Vorgängerbaues war Christoph Martin Wieland. In unmittelbarer Nähe befindet sich der Wielandbrunnen auf dem Wielandplatz. An der Hofseite errichtete 1912 Gustav Sieckmann mit einem eingeschossigen Stahlbetonbau für Held eines der ersten Lichtspieltheater der Stadt Weimar, das der Bauingenieur und Maurermeister Gustav Sieckmann entwarf.